# エンディングノート
エンディングノートとは、高齢者が、自身の人生の終末期に迎える死や認知症に備えて、自身の希望を書き留めておくノート。終活ノート、遺言ノートとも。

## 概要
自身が死亡したときや、判断力・意思疎通能力の喪失を伴う病気にかかったときに希望する内容を記す。特に後者の内容を、事前指示（英: Advanced directive）と呼ぶ場合がある。
書籍や文具の形でエンディングノートが頒布されている。終活するに当たって、1番最初に記入するものとされる。
また、法務省（司法書士連合会）や自治体、NPO法人などが、エンディングノートを無料配布し、関連講座を開いている例もある。

## 内容
書かれる事柄は特に決まっておらず、各エンディングノートによって様々だが、『豊かな死を受け入れるために -遺された方への解説書-』（東京博善監修、全日本葬祭業協同組合連合会協力）では、主に
- 氏名・住所・生年月日・電話番号などの個人情報
- 年金や健康保険、運転免許、マイナンバーなどの番号や居室内でのありか
- 電気・ガス・水道、ネット、SNSなどの契約番号やアカウント、パスワード
- 銀行口座・株式・不動産・保有車・生命保険など
- クレジットカードについて
- 葬式について、事前契約・希望葬儀社や菩提寺、呼ぶ人リストなど
- 遺言書の預け先、公証人など
- 自身が病気や介護が必要になった際に希望すること
- ペットについて

などを挙げている。
基本的に「家族のために書き残す」「遺された方への解説書」と、各ノートのサブタイトルが示すように、自身の遺産の処分や契約解除・引き継ぎ、葬儀埋葬等を行う遺族や成年後見人等に向けて書く物である。

## 注意点
法的効力を有する性格の文書である遺言とは異なり、法的効力はなく、生前に交わした第三者との契約内容を無視、一方的に破棄できるものでないことに留意する。

## その他
日本で一番古くに刊行されたエンディングノートは、井上治代の『遺言ノート』（ベストセラーズ、1996年）である。
2011年にはエンディングノートを題材とした「エンディングノート (映画)」（砂田麻美監督）が公開。日本製ドキュメンタリー映画としては「ゆきゆきて神軍」（1987年）以来、初めて興行収入1億円を突破。翌2012年には本映画をモチーフにしたテレビドラマ『家族、貸します 〜ファミリー・コンプレックス〜』が、日本テレビ系列で放映された。